# Mataiva
Mataiva – atol w archipelagu Tuamotu w Polinezji Francuskiej. Należy do grupy wysp Îles Palliser. Jest częścią gminy Rangiroa. Powierzchnia wyspy wynosi 16 km², a laguny 25 km². Wyspę odkrył Fabian Bellingshausen 30 lipca 1820.